# Дулова (остановочный пункт)
Дулова (пол. Dulowa) — остановочный пункт в селе Дулова в гмине Тшебиня, в Малопольском воеводстве Польши. Бывшая промежуточная станция. Имеет 1 платформу и 2 пути.
Остановочный пункт на железнодорожной линии Домброва-Гурнича Зомбковице — Явожно-Щакова — Тшебиня — Краков.